# 邵天和
邵天和（1460年—1539年），字節夫，直隸常州府宜興縣人，明朝政治人物。

## 生平
弘治十四年（1501年）應天府鄉試第一百十二名舉人。弘治十八年（1505年）中式乙丑科會試第一百二十一名，二甲第十三名進士。選翰林院庶吉士。正德二年（1507年），授吏科給事中。嘉靖四年（1525年），升江西布政使司右参议。

## 著作
曾撰《重选唐音大成》十五卷。

## 家族
曾祖邵文穆；祖父邵昉；父邵珪，母龔氏 （封宜人）。永感下。